# باشگاه والیبال اومبریا
سیر سیفتی اومبریا والی (انگلیسی: Sir Safety Umbria Volley) که به پروجا شناخته می شود، یک باشگاه والیبال ایتالیایی مستقر در شهر پروجا است که در حال حاضر در سری آ حضور دارد.از بازیکنان برجسته این تیم در این فصل (2023_2024) میتوان از ویلفردو لئون، کامیل سمنیوک، سیمونه جیانلی،  وسیم بن طاره ، اولگ پلوتنیتسکیی و خسوس هررا نام برد.

## ترکیب ۲۰۱۴-۲۰۱۵
| شماره° | اسم                 | پست | متولد           | ملیت                |
| ------ | ------------------- | --- | --------------- | ------------------- |
| ۱      | سیمونه بوتی         | C   | ۱۹ سپتامبر ۱۹۸۳ | ایتالیا             |
| ۲      | کریستین فروم        | S   | ۱۵ اوت ۱۹۹۰     | آلمان               |
| ۳      | آدریانو پائولوچی    | P   | ۱۱ فوریه ۱۹۷۹   | ایتالیا             |
| ۵      | لوسیانو دچکو        | P   | ۲ ژوئن ۱۹۸۸     | آرژانتین            |
| ۷      | آندره‌آ جووی         | L   | ۱۹ اوت ۱۹۸۳     | ایتالیا             |
| ۹      | روکو بارونه         | C   | ۱۴ دسامبر ۱۹۸۷  | ایتالیا             |
| ۱۰     | جورجیوس تیوماکاس    | S/O | ۲۳ ژوئن ۱۹۹۵    | یونان               |
| ۱۱     | توماس برتا          | C   | ۱۸ آوریل ۱۹۹۰   | ایتالیا             |
| ۱۳     | گوران ویویچ         | S   | ۲۷ فوریه ۱۹۷۳   | مونته‌نگرو           |
| ۱۴     | الکساندر آتاناسیویچ | S/O | ۴ سپتامبر ۱۹۹۱  | صربستان             |
| ۱۵     | فابیو فانولی        | L   | ۱۰ فوریه ۱۹۸۵   | ایتالیا             |
| ۱۷     | جوزف ساندر          | S   | ۱۸ مه ۱۹۸۹      | ایالات متحده آمریکا |
| ۱۸     | گابریل ماروئوتی     | S   | ۲۵ مارس ۱۹۸۸    | ایتالیا             |